# Guldålder

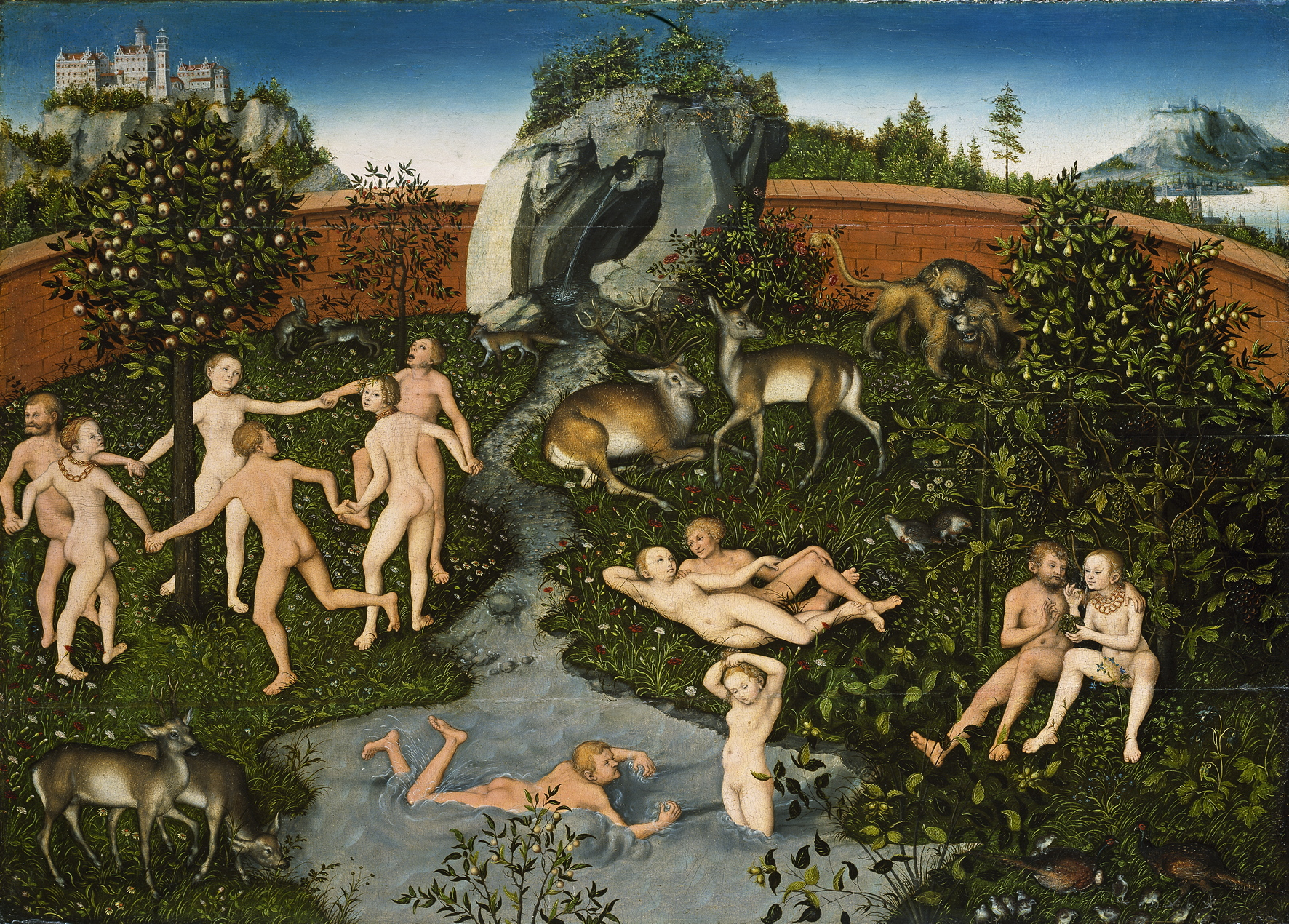
Guldåldern av Lucas Cranach d.ä.

Uttrycket guldålder härstammar från antikens mytologi och legender. Uttrycket refererade till den högsta åldern inom det grekiska spektrumet av brons-, silver- och guldåldrarna eller till mänsklighetens början vilket ansågs vara ett idealt tillstånd, eller en utopi, när mänskligheten var ren och odödlig.
En guldålder kännetecknas som en period av fred, harmoni, stabilitet och välstånd. En något modernare beteckning på en guldålder är en period då (någonting) kulminerar alternativt är som populärast. Till exempel teknikens guldålder den tidsperiod då tekniken kulminerade/blomstrade.

## Se till exempel
- Den förgyllda tidsåldern
- Den danska guldåldern
- Den finländska konstens guldålder
- Den holländska guldåldern
- Den spanska guldåldern
- Georgiska guldåldern
- Muslimska guldåldern
- Polska guldåldern
- Science fictions guldålder